# EURO 2012 Kvalifikation, Gruppe E
UEFA EURO 2012 Kvalifikation, Gruppe E er tredje gruppe ud af ni, i kvalifikationen til EURO 2012 i Polen/Ukraine.

## Stillingen
| Forklaring                                                 |
| ---------------------------------------------------------- |
| Kvalificeret direkte til Europamesterskabet i fodbold 2012 |
| Kvalificeret til play-off                                  |

| Pos | Hold       | K  | V | U | T  | +  | -  | D   | P  |
| --- | ---------- | -- | - | - | -- | -- | -- | --- | -- |
| 1   | Holland    | 10 | 9 | 0 | 1  | 36 | 8  | +28 | 27 |
| 2   | Sverige    | 10 | 8 | 0 | 2  | 31 | 11 | +20 | 24 |
| 3   | Ungarn     | 10 | 6 | 1 | 3  | 22 | 14 | +8  | 19 |
| 4   | Finland    | 10 | 3 | 1 | 6  | 16 | 16 | 0   | 10 |
| 5   | Moldova    | 10 | 3 | 0 | 7  | 12 | 16 | -4  | 9  |
| 6   | San Marino | 10 | 0 | 0 | 10 | 0  | 53 | -53 | 0  |

## Kampprogram
| 3. september 2010 19:30 UTC+3 |

| Moldova                 | 2–0     | Finland |
| ----------------------- | ------- | ------- |
| Suvorov 69' · Doroş 74' | Rapport |         |

| Zimbru Stadion, Chişinău Tilskuere: 10.300 Dommer: Robert Małek (Polen) |

| 3. september 2010 20:00 UTC+2 |

| Sverige            | 2–0     | Ungarn |
| ------------------ | ------- | ------ |
| Wernbloom 51', 73' | Rapport |        |

| Råsunda Stadion, Solna Tilskuere: 32.304 Dommer: Martin Atkinson (England) |

| 3. september 2010 20:45 UTC+2 |

| San Marino | 0–5     | Holland                                                          |
| ---------- | ------- | ---------------------------------------------------------------- |
|            | Rapport | Kuyt 16' (str.) · Huntelaar 38', 48', 66' · Van Nistelrooy 89' · |

| Stadio Olimpico, Serravalle Tilskuere: 4.127 Dommer: Simon Lee Evans (Wales) |

| 7. september 2010 20:00 UTC+2 |

| Sverige                                                                                            | 6–0     | San Marino |
| -------------------------------------------------------------------------------------------------- | ------- | ---------- |
| Ibrahimović 7', 77' · D. Simoncini 12' (sm.) · A. Simoncini 26' (sm.) · Granqvist 51' · Berg 90+3' | Rapport |            |

| Swedbank Stadion, Malmö Tilskuere: 21.083 Dommer: David McKeon (Irland) |

| 7. september 2010 20:30 UTC+2 |

| Ungarn                 | 2–1     | Moldova       |
| ---------------------- | ------- | ------------- |
| Rudolf 50' · Koman 66' | Rapport | Suvorov 79' · |

| Szusza Ferenc Stadion, Budapest Tilskuere: 9.209 Dommer: Libor Kovařík (Tjekkiet) |

| 7. september 2010 20:30 UTC+2 |

| Holland                  | 2–1     | Finland        |
| ------------------------ | ------- | -------------- |
| Huntelaar 7', 16' (str.) | Rapport | Forssell 18' · |

| De Kuip, Rotterdam Tilskuere: 25.000 Dommer: Alexey Nikolaev (Rusland) |

| 8. oktober 2010 19:00 UTC+2 |

| Ungarn                                                                                 | 8–0     | San Marino |
| -------------------------------------------------------------------------------------- | ------- | ---------- |
| Rudolf 11', 25' · Szalai 18', 27', 48' · Koman 60' · Dzsudzsák 89' · Gera 90+4' (str.) | Rapport |            |

| Stadion Puskás Ferenc, Budapest Tilskuere: 10.596 Dommer: Hannes Kaasik (Estland) |

| 8. oktober 2010 21:30 UTC+3 |

| Moldova | 0–1     | Holland         |
| ------- | ------- | --------------- |
|         | Rapport | Huntelaar 37' · |

| Zimbru Stadion, Chişinău Tilskuere: 10.500 Dommer: Florian Meyer (Tyskland) |

| 12. oktober 2010 18:30 UTC+3 |

| Finland      | 1–2     | Ungarn                         |
| ------------ | ------- | ------------------------------ |
| Forssell 86' | Rapport | Szalai 50' · Dzsudzsák 90+4' · |

| Olympic Stadion, Helsinki Tilskuere: 18.532 Dommer: Alan Kelly (Irland) |

| 12. oktober 2010 20:30 UTC+2 |

| Holland                              | 4–1     | Sverige         |
| ------------------------------------ | ------- | --------------- |
| Huntelaar 4', 55' · Afellay 37', 59' | Rapport | Granqvist 69' · |

| Amsterdam ArenA, Amsterdam Tilskuere: 46.000 Dommer: Stéphane Lannoy (Frankrig) |

| 12. oktober 2010 20:30 UTC+2 |

| San Marino | 0–2     | Moldova                        |
| ---------- | ------- | ------------------------------ |
|            | Rapport | Josan 20' · Doroş 86' (str.) · |

| Stadio Olimpico, Serravalle Tilskuere: 714 Dommer: Mark Courtney (Nordirland) |

| 17. november 2010 18:30 UTC+2 |

| Finland                                                                                          | 8–0     | San Marino |
| ------------------------------------------------------------------------------------------------ | ------- | ---------- |
| Väyrynen 39' · Hämäläinen 49', 67' · Forssell 51', 59', 78' · Litmanen 71' (str.) · Porokara 73' | Rapport |            |

| Olympic Stadion, Helsinki Tilskuere: 8.192 Dommer: Radek Matejek (Tjekkiet) |

| 25. marts 2011 20:30 UTC+1 |

| Ungarn | 0–4     | Holland                                                      |
| ------ | ------- | ------------------------------------------------------------ |
|        | Rapport | Van der Vaart 8' · Afellay 45' · Kuyt 54' · Van Persie 62' · |

| Stadion Puskás Ferenc, Budapest Tilskuere: 23.817 Dommer: Carlos Velasco Carballo (Spanien) |

| 29. marts 2011 19:00 UTC+2 |

| Sverige                  | 2–1     | Moldova         |
| ------------------------ | ------- | --------------- |
| Lustig 30' · Larsson 82' | Rapport | Suvorov 90+2' · |

| Råsunda Stadion, Solna Tilskuere: 25.544 Dommer: Knut Kircher (Tyskland) |

| 29. marts 2011 20:30 UTC+2 |

| Holland                                                            | 5–3     | Ungarn                       |
| ------------------------------------------------------------------ | ------- | ---------------------------- |
| Van Persie 13' · Sneijder 61' · Van Nistelrooy 73' · Kuyt 78', 81' | Rapport | Rudolf 46' · Gera 50', 75' · |

| Amsterdam ArenA, Amsterdam Tilskuere: 51.774 Dommer: Svein Oddvar Moen (Norge) |

| 3. juni 2011 20:30 UTC+2 |

| San Marino | 0–1     | Finland        |
| ---------- | ------- | -------------- |
|            | Rapport | Forssell 41' · |

| Stadio Olimpico, Serravalle Tilskuere: 1.218 Dommer: Andrejs Sipailo (Letland) |

| 3. juni 2011 21:30 UTC+3 |

| Moldova     | 1–4     | Sverige                                         |
| ----------- | ------- | ----------------------------------------------- |
| Bugaiov 61' | Rapport | Toivonen 11' · Elmander 30', 58' · Gerndt 88' · |

| Zimbru Stadion, Chişinău Tilskuere: 10.500 Dommer: Andre Marriner (England) |

| 7. juni 2011 20:00 UTC+2 |

| Sverige                                                 | 5–0     | Finland |
| ------------------------------------------------------- | ------- | ------- |
| Källström 12' · Ibrahimović 31', 35', 53' · Bajrami 84' | Rapport |         |

| Råsunda Stadion, Solna Tilskuere: 32.128 Dommer: Antony Gautier (Frankrig) |

| 7. juni 2011 20:30 UTC+2 |

| San Marino | 0–3     | Ungarn                                 |
| ---------- | ------- | -------------------------------------- |
|            | Rapport | Lipták 40' · Szabics 49' · Koman 83' · |

| Stadio Olimpico, Serravalle Tilskuere: 1.915 Dommer: Pavle Radovanović (Montenegro) |

| 2. september 2011 18:30 UTC+3 |

| Finland                                                     | 4–1     | Moldova       |
| ----------------------------------------------------------- | ------- | ------------- |
| Hämäläinen 11', 43' · Forssell 52' (str.) · Armaş 71' (sm.) | Rapport | Alexeev 85' · |

| Olympic Stadion, Helsinki Tilskuere: 9.056 Dommer: Anastassios Kakos (Grækenland) |

| 2. september 2011 19:45 UTC+2 |

| Ungarn                   | 2–1     | Sverige           |
| ------------------------ | ------- | ----------------- |
| Szabics 44' · Rudolf 90' | Rapport | Wilhelmsson 60' · |

| Stadion Puskás Ferenc, Budapest Tilskuere: 23.500 Dommer: Damir Skomina (Slovenien) |

| 2. september 2011 20:30 UTC+2 |

| Holland | 11–0    | San Marino |
| --- | ------- | ---------- |
| Van Persie 7', 65', 67', 79' · Sneijder 12', 87' · Heitinga 17' · Kuyt 49' · Huntelaar 56', 77' · Wijnaldum 89' | Rapport |            |

| Philips Stadion, Eindhoven Tilskuere: 35.000 Dommer: Liran Liany (Israel) |

| 6. september 2011 20:00 UTC+3 |

| Finland | 0–2     | Holland                            |
| ------- | ------- | ---------------------------------- |
|         | Rapport | Strootman 29' · L. de Jong 90+3' · |

| Olympic Stadion, Helsinki Tilskuere: 21.580 Dommer: Manuel Gräfe (Tyskland) |

| 6. september 2011 20:45 UTC+3 |

| Moldova | 0–2     | Ungarn                    |
| ------- | ------- | ------------------------- |
|         | Rapport | Vanczák 7' · Rudolf 83' · |

| Zimbru Stadion, Chişinău Tilskuere: 10.500 Dommer: Ivan Bebek (Kroatien) |

| 6. september 2011 20:30 UTC+2 |

| San Marino | 0–5     | Sverige                                                              |
| ---------- | ------- | -------------------------------------------------------------------- |
|            | Rapport | Källström 64' · Wilhelmsson 70', 90+3' · M. Olsson 81' · Hysén 89' · |

| Stadio Olimpico, Serravalle Tilskuere: 2.946 Dommer: Steven McLean (Skotland) |

| 7. oktober 2011 19:15 UTC+3 |

| Finland    | 1–2     | Sverige                      |
| ---------- | ------- | ---------------------------- |
| Toivio 73' | Rapport | Larsson 8' · M. Olsson 52' · |

| Olympic Stadion, Helsinki Tilskuere: 23.257 Dommer: Mark Clattenburg (England) |

| 7. oktober 2011 20:30 UTC+2 |

| Holland       | 1–0     | Moldova |
| ------------- | ------- | ------- |
| Huntelaar 40' | Rapport |         |

| De Kuip, Rotterdam Tilskuere: 47.226 Dommer: Matej Jug (Slovenien) |

| 11. oktober 2011 20:00 UTC+2 |

| Ungarn | 0–0     | Finland |
| ------ | ------- | ------- |
|        | Rapport |         |

| Stadion Puskás Ferenc, Budapest Tilskuere: 25.169 Dommer: Alberto Undiano Mallenco (Spanien) |

| 11. oktober 2011 21:00 UTC+3 |

| Moldova                                                      | 4–0     | San Marino |
| ------------------------------------------------------------ | ------- | ---------- |
| Zmeu 30' · Bacciocchi 61' (sm.) · Suvorov 66' · Andronic 87' | Rapport |            |

| Zimbru Stadion, Chişinău Tilskuere: 6.534 Dommer: Petur Reinert (Færøerne) |

| 11. oktober 2011 20:15 UTC+2 |

| Sverige                                           | 3–2     | Holland                    |
| ------------------------------------------------- | ------- | -------------------------- |
| Källström 14' · Larsson 52' (str.) · Toivonen 53' | Rapport | Huntelaar 23' · Kuyt 50' · |

| Råsunda Stadion, Solna Tilskuere: 33.066 Dommer: Cüneyt Çakır (Tyrkiet) |

## Målscorere
12 mål
- Klaas-Jan Huntelaar

7 mål
- Mikael Forssell

6 mål
| - Gergely Rudolf | - Dirk Kuyt | - Robin van Persie |

5 mål
- Zlatan Ibrahimović

4 mål
| - Kasper Hämäläinen | - Ádám Szalai | - Alexandr Suvorov |

3 mål
| - Zoltán Gera - Vladimir Koman - Ibrahim Afellay | - Wesley Sneijder - Kim Källström | - Sebastian Larsson - Christian Wilhelmsson |

2 mål
| - Balázs Dzsudzsák - Imre Szabics - Anatolie Doroş | - Ruud van Nistelrooy - Johan Elmander - Andreas Granqvist | - Martin Olsson - Ola Toivonen - Pontus Wernbloom |

1 mål
| - Jari Litmanen - Roni Porokara - Joona Toivio - Mika Väyrynen - Zoltán Lipták - Vilmos Vanczák - Serghei Alexeev | - Gheorghe Andronic - Igor Bugaiov - Nicolae Josan - Denis Zmeu - Luuk de Jong - John Heitinga - Kevin Strootman | - Rafael van der Vaart - Georginio Wijnaldum - Emir Bajrami - Marcus Berg - Alexander Gerndt - Tobias Hysén - Mikael Lustig |

1 selvmål
| - Igor Armaş (i kampen mod Finland) - Simone Bacciocchi (i kampen mod Moldova) | - Aldo Simoncini (i kampen mod Svøríki) | - Davide Simoncini (i kampen mod Svøríki) |